# Mesterholdenes Europa Cup i håndbold 1985-86 (mænd)
Mesterholdenes Europa Cup i håndbold 1985–86 for mænd var den 26. udgave af Mesterholdenes Europa Cup i håndbold for mænd. Turneringen havde deltagelse af 25 klubhold, som sæsonen forinden var blevet nationale mestre, samt de jugoslaviske sølvvindere, eftersom det jugoslaviske mesterhold, RK Metaloplastika, automatisk var kvalificeret til turneringen som forsvarende mestre, og de østrigske sølvvindere fra UHK Krems. Turneringen blev afviklet som en cupturnering, hvor opgørene blev afgjort over to kampe (ude og hjemme).
Turneringen blev vundet af RK Metaloplastika fra Jugoslavien, som i finalen over to kampe besejrede GKS Wybrzeże fra Polen med 54-52. Det var anden gang i træk (og anden gang i alt) at RK Metaloplastika vandt Mesterholdenes Europa Cup.
Danmarks repræsentant i turneringen var Helsingør IF, som blev slået ud i kvartfinalen af de senere finalister GKS Wybrzeże, som vandt med 53-41 over to kampe.

## Resultater

### 1/16-finaler
| Dato   | Dato   | Hjemmehold i 1. kamp | Udehold i 1. kamp     | Resultat | Resultat | Resultat |
| 1.kamp | 2.kamp | Hjemmehold i 1. kamp | Udehold i 1. kamp     | Samlet   | 1.kamp   | 2.kamp   |
| ------ | ------ | -------------------- | --------------------- | -------- | -------- | -------- |
| ?      | ?      | Hapoel Rishon LeZion | RK Borac Banja Luka   | 46–47    | 23-22    | 23-25    |
| ?      | ?      | Liverpool HC         | SC Magdeburg          | 26–78    | 15-39    | 11-39    |
| ?      | ?      | IF Urædd             | Vestmanna ÍF          | 49–40    | 19-18    | 30-22    |
| ?      | ?      | VfL Gummersbach      | HB Dudelange          | 48–23    | 23-13    | 25-10    |
| ?      | ?      | Redbergslids IK      | BK-46                 | 63–51    | 31-21    | 32-20    |
| ?      | ?      | AS Ionikos           | Tatabányai Bányász SC | 31–77    | 20-41    | 11-36    |
| ?      | ?      | USM Gagny            | ATSE Graz             | 43–44    | 22-22    | 21-22    |
| ?      | ?      | Hortas Yenisehir     | UHK Krems             | 39–53    | 23-23    | 16-30    |
| ?      | ?      | HC Initia Hasselt    | Helsingør IF          | 27–42    | 15-21    | 12-21    |
| ?      | ?      | Cividin Trieste      | BSV Bern              | 33–35    | 19-14    | 14-21    |
| ?      | ?      | GKS Wybrzeże         | TV Aalsmeer           | 60–48    | 27-25    | 33-23    |

### 1/8-finaler
| Dato   | Dato   | Hjemmehold i 1. kamp  | Udehold i 1. kamp   | Resultat | Resultat | Resultat |
| 1.kamp | 2.kamp | Hjemmehold i 1. kamp  | Udehold i 1. kamp   | Samlet   | 1.kamp   | 2.kamp   |
| ------ | ------ | --------------------- | ------------------- | -------- | -------- | -------- |
| 3.11.  | 10.11  | RK Metaloplastika     | RK Borac Banja Luka | 48–44    | 26-18    | 22-26    |
| ?      | ?      | IF Urædd              | SC Magdeburg        | 55–59    | 27-25    | 28-34    |
| ?      | ?      | Steaua Bucuresti      | VfL Gummersbach     | 39–39    | 20-16    | 19-23    |
| ?      | ?      | FH                    | Redbergslids IK     | 36–56    | 17-29    | 19-27    |
| ?      | ?      | Tatabányai Bányász SC | Dukla Praha         | 47–53    | 24-24    | 23-29    |
| ?      | 10.11. | Atletico Madrid       | ATSE Graz           | 43–24    | 21-14    | 22-10    |
| ?      | ?      | UHK Krems             | Helsingør IF        | 38–46    | 24-20    | 14-26    |
| ?      | ?      | GKS Wybrzeże          | BSV Bern            | 47–46    | 26-20    | 21-26    |

### Kvartfinaler
| Dato   | Dato   | Hjemmehold i 1. kamp | Udehold i 1. kamp | Resultat | Resultat | Resultat |
| 1.kamp | 2.kamp | Hjemmehold i 1. kamp | Udehold i 1. kamp | Samlet   | 1.kamp   | 2.kamp   |
| ------ | ------ | -------------------- | ----------------- | -------- | -------- | -------- |
| 22.3.  | ?      | SC Magdeburg         | RK Metaloplastika | 49–63    | 23-25    | 26-38    |
| 22.3.  | ?      | Redbergslids IK      | Steaua Bucuresti  | 46–55    | 22-23    | 24-32    |
| 22.3.  | ?      | Dukla Praha          | Atletico Madrid   | 31–31    | 18-15    | 13-16    |
| 22.3.  | ?      | GKS Wybrzeże         | Helsingør IF      | 53–41    | 28-20    | 25-21    |

### Semifinaler
| Dato   | Dato   | Hjemmehold i 1. kamp | Udehold i 1. kamp | Resultat | Resultat | Resultat |
| 1.kamp | 2.kamp | Hjemmehold i 1. kamp | Udehold i 1. kamp | Samlet   | 1.kamp   | 2.kamp   |
| ------ | ------ | -------------------- | ----------------- | -------- | -------- | -------- |
| 13.4.  | 20.4.  | Steaua Bucuresti     | RK Metaloplastika | 41–45    | 24-22    | 17-23    |
| ?      | ?      | Atletico Madrid      | GKS Wybrzeże      | 42–46    | 21-21    | 21-25    |

### Finale
| Dato   | Dato   | Hjemmehold i 1. kamp | Udehold i 1. kamp | Resultat | Resultat | Resultat |
| 1.kamp | 2.kamp | Hjemmehold i 1. kamp | Udehold i 1. kamp | Samlet   | 1.kamp   | 2.kamp   |
| ------ | ------ | -------------------- | ----------------- | -------- | -------- | -------- |
| 4.5.   | 10.5.  | GKS Wybrzeże         | RK Metaloplastika | 52–54    | 29-24    | 23-30    |